# Reynolds-Alberta Museum

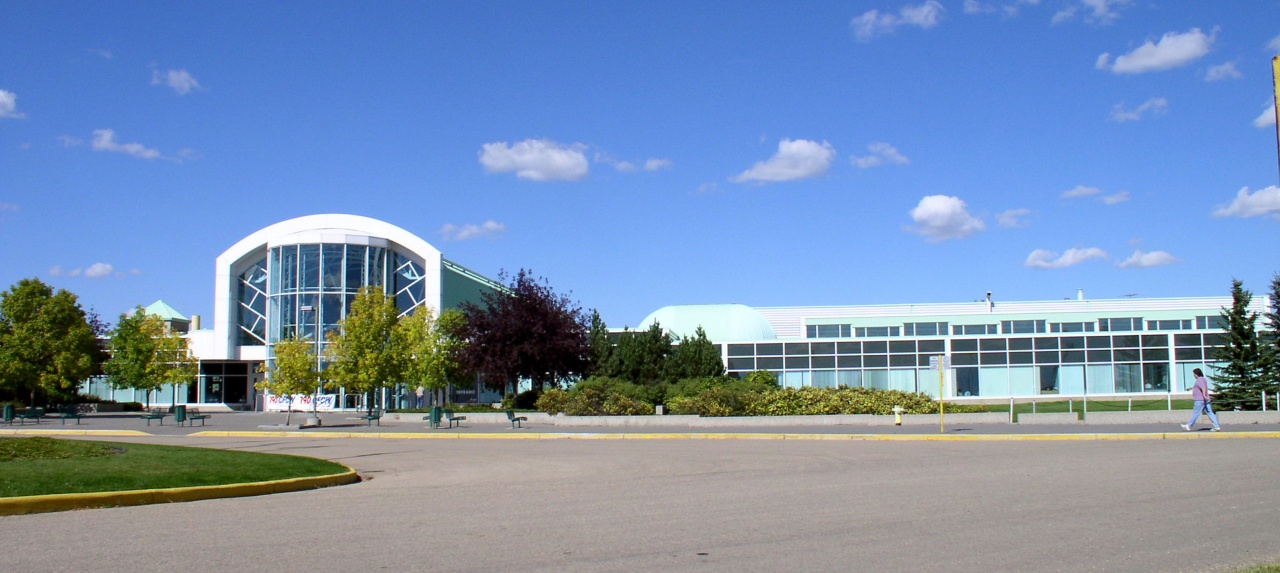
Reynolds-Alberta Museum

Das Reynolds-Alberta Museum ist ein Industriemuseum in Wetaskiwin, in der kanadischen Provinz Alberta. Es wurde 1992 gegründet. Es ist Teil von 18 Museen und historischen Stätten, deren Eigentümer und Betreiber die Provinz Alberta ist. 
Das Museum ist dem Geist der Maschine gewidmet und zeichnet die Geschichte der Technisierung von Transportwesen, Luftfahrt, Landwirtschaft und Industrie in Alberta zwischen 1890 und 1970 nach, als pferdegezogene Karren und Wagen durch Autos und Lastwagen ersetzt wurden, Dorfschmieden durch große Fabriken, und tier- und menschenkraftbetriebene landwirtschaftliche Geräte durch mechanische Ausrüstung.
Die Ausstellungsstücke dokumentieren, welche Auswirkungen diese Periode des schnellen Wandels auf den Alltag der Einwohner von Alberta hatte.